# Donald Sutherland

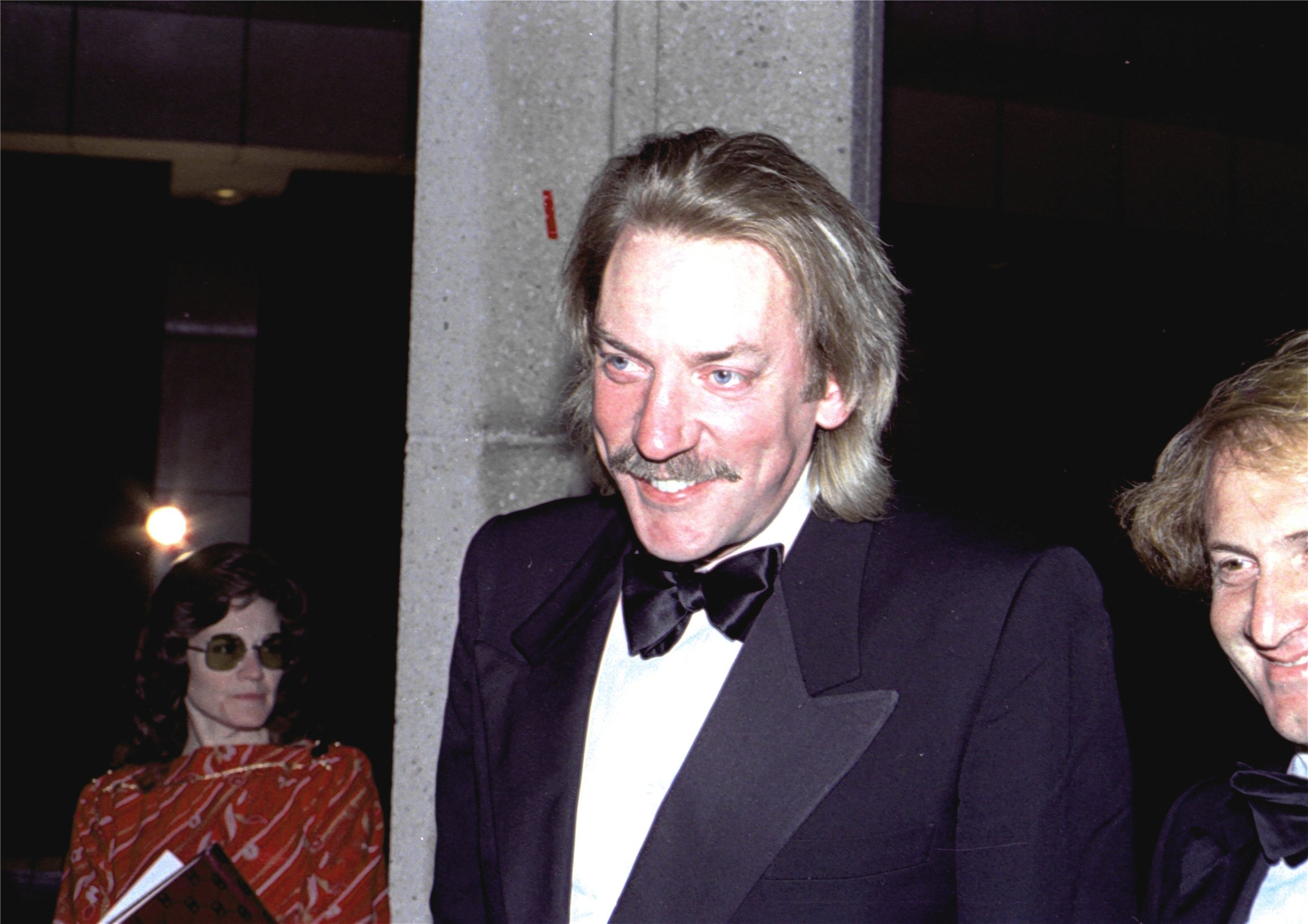
Donald Sutherland, 1981.

Donald McNichol Sutherland, född 17 juli 1935 i Saint John i New Brunswick i Kanada, död 20 juni 2024 i Miami i Florida i USA, var en kanadensisk skådespelare.

## Biografi
Donald Sutherland var son till  Frederick McLea Sutherland och Dorothy Isobel, född McNichol. Han avlade examen vid Victoria College vid University of Toronto i ingenjörsvetenskap och drama. Därefter flyttade han till England för att gå på London Academy of Music and Dramatic Art. Han gjorde sin filmdebut 1964 i en italiensk skräckfilm, Il Castello dei Morti Vivi. Därefter medverkade han bland annat i Tolv fördömda män (1967), M*A*S*H och Kellys hjältar (båda 1970). 
Under Vietnamkriget var han starkt politiskt engagerad; som nära vän till Jane Fonda var han en av de ledande inom hennes antikrigsrörelse. Han spelade mot Fonda i Klute – en smart snut (1971). Senare under 1970-talet medverkade han bland annat i Bernardo Bertoluccis 1900 (1976) och John Landis storsuccé Deltagänget (1978). För denna film blev han erbjuden provision av biljettintäkterna men valde istället en fast lön på 40 000 dollar. Med provision hade han kunnat tjäna uppskattningsvis 30–40 miljoner dollar.[källa behövs]
Under 1980-talet medverkade han bland annat i En familj som andra (1980), Nålens öga (1981) och Lock Up (1989). På 1990-talet syntes han i en rad stora filmer som JFK (1991), Skamgrepp (1994), Outbreak – I farozonen (1995) och Instinct (1999) samt TV-filmen Citizen X (1995), för vilken han belönades med en Emmy och en Golden Globe. Under 2000-talet varvade han, liksom tidigare, storfilmer som Åter till Cold Mountain och Fool's Gold med mindre filmer som Baltic Storm. Han medverkade även i TV-serierna Commander in Chief och Dirty Sexy Money.

### Privatliv
Sutherland var gift tre gånger och var far till bland andra Kiefer Sutherland. Han avled 20 juni 2024, 88 år gammal, efter en längre tids sjukdom.

## Filmografi
| År        | Titel                                 | Roll                                                           | Noter |
| --------- | ------------------------------------- | -------------------------------------------------------------- | --- |
| 1964      | Castle of the Living Dead             | Ung soldat / Gammal häxa                                       | - |
| 1965      | Dödens lilla oskuld                   | Joseph                                                         | |
| 1965      | Mannen i tågkupén                     | Dr. Bob Carroll                                                | Segment: Vampire |
| 1965      | Jakt på främmande ubåt                | Nerney - Sick Bay                                              | - |
| 1966      | Lova henne allt!                      | Autograph Seeking Father                                       | Okrediterad |
| 1967      | Miljondollarhjärnan                   | Vetenskapsman vid en dator                                     | - |
| 1967      | The Champions                         | David Crayley                                                  | - |
| 1967      | 12 fördömda män                       | Vernon L. Pinkley                                              | - |
| 1968      | Sebastian och den hemliga koden       | Ackerman                                                       | - |
| 1968      | Joanna                                | Lord Peter Sanderson                                           | - |
| 1968      | The Sunshine Patriot                  | Benedeck                                                       | TV-film |
| 1968      | För helvete, Mac!                     | Dave Negli                                                     | - |
| 1968      | Mellanspel                            | Lawrence                                                       | - |
| 1968      | Kung Oidipus                          | Leading Member of the Chorus (dubbad av en annan skådespelare) | - |
| 1970      | M*A*S*H                               | Kapten Benjamin Franklin "Hawkeye" Pierce                      | Nominerad–Golden Globe Award för bästa manliga huvudroll - musikal eller komedi                                                                                               |
| 1970      | Vackert, brorsan!                     | Charles/Pierre                                                 | - |
| 1970      | Kellys hjältar                        | Sergeant "Oddball"                                             | - |
| 1970      | The Act of the Heart                  | Fader Michael Ferrier                                          | - |
| 1970      | Alex in Wonderland                    | Alex Morrison                                                  | - |
| 1971      | Små, små mord                         | Rev. Dupas                                                     | - |
| 1971      | Johnny Got His Gun                    | Christ                                                         | - |
| 1971      | Klute – en smart snut                 | John Klute                                                     | - |
| 1972      | F.T.A.                                | Sig själv                                                      | Dokumentär Även producent |
| 1973      | Operation helknäpp                    | Jesse Veldini                                                  | Även exekutiv producent Nominerad–BAFTA Award for Best Actor |
| 1973      | En iskall snut                        | Andy Hammon                                                    | - |
| 1973      | Rösten från andra sidan               | John Baxter                                                    | Nominerad–BAFTA Award for Best Actor |
| 1973      | Alien Thunder                         | Sergeant Dan Candy                                             | - |
| 1974      | S*P*Y*S                               | Bruland                                                        | - |
| 1975      | Gräshopporna                          | Homer Simpson                                                  | - |
| 1976      | End of the Game                       | Corpse of Lt. Robert Schmied                                   | German Title: Der Richter und sein Henker |
| 1976      | 1900                                  | Attila Mellanchini                                             | - |
| 1976      | Il Casanova di Federico Fellini       | Giacomo Casanova                                               | - |
| 1976      | Örnen har landat                      | Liam Devlin                                                    | - |
| 1977      | Hej, vi skrattar                      | The Clumsy Waiter                                              | Segment: That's Armageddon |
| 1977      | En livsfarlig man                     | Jay Mallory                                                    | - |
| 1977      | Bethune                               | Dr. Norman Bethune                                             | TV-film |
| 1978      | Blodsband                             | Steve Carella                                                  | - |
| 1978      | Deltagänget                           | Professor Dave Jennings                                        | - |
| 1978      | Världsrymden anfaller                 | Matthew Bennell                                                | Nominerad – Saturn Award för bästa skådespelare |
| 1979      | En studie i skräck                    | Robert Lees                                                    | - |
| 1979      | Det sa bara 'klick'!                  | Reese Halperin                                                 | - |
| 1979      | Det stora tågrånet                    | Agar                                                           | - |
| 1979      | Björnön                               | Frank Lansing                                                  | - |
| 1980      | North China Factory                   | Berättaren                                                     | Dokumentär |
| 1980      | Ordinary People                       | Calvin Jarrett                                                 | Nominerad–Golden Globe Award för bästa manliga huvudroll - drama |
| 1980      | Strängt personligt                    | Roger Keller                                                   | - |
| 1981      | Threshold                             | Dr. Thomas Vrain                                               | Genie Award for Best Performance by an Actor in a Leading Role |
| 1981      | Gas                                   | Nick the Noz                                                   | - |
| 1981      | Nålens öga                            | Henry Faber                                                    | - |
| 1983      | The Winter of Our Discontent          | Ethan Allen Hawley                                             | - |
| 1983      | Massor av dollar                      | Officer Brian Costello                                         | - |
| 1984      | Dödligt alibi                         | Dr. Arthur Calgary                                             | - |
| 1984      | Lagom är bäst                         | Weslake                                                        | - |
| 1984      | Världsrymden anfaller                 | Matthew Bennell/John Klute                                     | Dokumentär Arkivfoto |
| 1985      | Revolution                            | Sergeant Major Peasy                                           | - |
| 1985      | Heaven Help Us                        | Brother Thadeus                                                | - |
| 1985      | "Cloudbusting"                        | "Wilhelm Reich"                                                | Musikvideo |
| 1986      | Oviri                                 | Paul Gauguin                                                   | - |
| 1986      | The Wolf at the Door                  | -                                                              | - |
| 1987      | The Trouble with Spies                | Appleton Porter                                                | - |
| 1987      | Den sjätte dödssynden                 | Fader Robert Koesler                                           | - |
| 1988      | Apprentice to Murder                  | John Reese                                                     | - |
| 1989      | Inspärrad                             | Doctor Charles Loftis                                          | - |
| 1989      | En torr vit årstid                    | Ben du Toit                                                    | - |
| 1989      | Lock Up                               | Warden Drumgoole                                               | Nominerad–Golden Raspberry Award for Worst Supporting Actor |
| 1989      | Dinosaur                              | Dinosaur                                                       | Röstroll |
| 1990      | Buster's Bedroom                      | O'Connor                                                       | - |
| 1990      | Bethune - En levande legend           | Dr. Norman Bethune                                             | - |
| 1991      | Scream of Stone                       | Ivan                                                           | |
| 1991      | Long Road Home                        | -                                                              | - |
| 1991      | JFK                                   | X                                                              | - |
| 1991      | Röd skugga                            | Josef Borski                                                   | - |
| 1991      | Eldstorm                              | Ronald Bartel                                                  | - |
| 1992      | Den mörka hemligheten                 | Roger Hawthorne                                                | - |
| 1992      | Quicksand: Utan återvändo             | Murdoch                                                        | TV-film |
| 1992      | Buffy vampyrdödaren                   | Merrick Jamison-Smythe                                         | - |
| 1993      | Min Penny från himlen                 | Jonathan Younger                                               | - |
| 1993      | Ett oväntat besök                     | Flan Kittredge                                                 | - |
| 1993      | Red Hot                               | Kirov                                                          | - |
| 1993      | I vargens skugga                      | Henderson                                                      | - |
| 1993      | Blod är tjockare än vatten            | Frank                                                          | - |
| 1994      | The Puppet Masters                    | Andrew Nivens                                                  | - |
| 1994      | Punch                                 | Craman                                                         | - |
| 1994      | Krig & passion                        | Kapten William Marsden                                         | TV-film |
| 1994      | Från gravens mörker                   | Dr. 'MAC' MacLean                                              | TV-film |
| 1994      | Skamgrepp                             | Bob Garvin                                                     | - |
| 1995      | Outbreak – i farozonen                | Generalmajor Donald McClintock                                 | - |
| 1995      | Citizen X                             | Överste Mikhail Fetisov                                        | TV-film Golden Globe Award for Best Supporting Actor – Series, Miniseries or Television Film Primetime Emmy Award for Outstanding Supporting Actor in a Miniseries or a Movie |
| 1996      | Rysk roulette                         | Garrett Lawton                                                 | - |
| 1996      | Juryn – A Time To Kill                | Lucien Wilbanks                                                | - |
| 1996      | Simpsons                              | Hollis Hurlbut                                                 | Säsong 7, Avsnitt 16: Lisa the Iconoclast |
| 1997      | Dödlig fälla                          | Jack Shaw / Henry Fields                                       | - |
| 1997      | Inkräktaren                           | Ted Robards                                                    | TV-film |
| 1997      | Shadow Conspiracy                     | Jacob Conrad                                                   | - |
| 1998      | Free Money                            | Judge Rolf Rausenberger                                        | - |
| 1998      | Ondskans spår                         | Löjtnant Stanton                                               | - |
| 1998      | Without Limits                        | Bill Bowerman                                                  | Nominerad–Golden Globe Award for Best Supporting Actor – Motion Picture Nominerad–Satellite Award for Best Supporting Actor – Motion Picture                                  |
| 1999      | Behind the Mask                       | -                                                              | - |
| 1999      | Virus                                 | Kapten Robert Everton                                          | - |
| 1999      | Instinct                              | Doctor Ben Hillard                                             | - |
| 1999      | The Hunley                            | Gen. Pierre G.T. Beauregard                                    | TV-film |
| 1999      | Toscano                               | -                                                              | - |
| 1999      | The Setting Sun                       | -                                                              | - |
| 2000      | Panik                                 | Michael                                                        | - |
| 2000      | Space Cowboys                         | Kapten Jerry O'Neill                                           | - |
| 2000      | The Art of War                        | United Nations Secretary-General Douglas Thomas                | - |
| 2000      | Threads of Hope                       | Berättaren                                                     | Röstroll Dokumentär |
| 2001      | The Big Heist                         | Jimmy Burke                                                    | TV-film |
| 2001      | Final Fantasy: The Spirits Within     | Dr. Sid                                                        | Röstroll |
| 2001      | Uprising                              | Adam Czerniaków                                                | TV-film |
| 2001      | Queen Victoria's Empire               | Berättaren                                                     | Röstroll TV-serie: 4 avsnitt |
| 2002      | Big Shot's Funeral                    | Rob Tyler                                                      | |
| 2002      | Path to War                           | Clark Clifford                                                 | TV-film Golden Globe Award for Best Supporting Actor – Series, Miniseries or Television Film                                                                                  |
| 2002      | Fellini: I'm a Born Liar              | Sig själv/Giacomo Casanova                                     | Dokumentär |
| 2003      | The Italian Job                       | John Bridger                                                   | - |
| 2003      | Piazza delle cinque lune              | Rosario Sarracino                                              | - |
| 2003      | Baltic Storm                          | Lou Aldryn                                                     | - |
| 2003      | Åter till Cold Mountain               | Reverend Monroe                                                | - |
| 2004      | Salem's Lot                           | Richard Straker                                                | TV-film |
| 2004      | Frankenstein                          | Kapten Walton                                                  | TV-miniserie |
| 2004      | Aurora Borealis                       | Ronald                                                         | Nominerad–Satellite Award for Best Supporting Actor – Motion Picture |
| 2005      | Fierce People                         | Ogden C. Osbourne                                              | - |
| 2005      | Stolthet & fördom                     | Mr. Bennet                                                     | Nominerad–Chicago Film Critics Association Award for Best Supporting Actor |
| 2005      | American Gun                          | Carl Wilk                                                      | - |
| 2005      | Lord of War                           | Överste Oliver Southern                                        | Röstroll |
| 2005–06   | Commander in Chief                    | Nathan Templeton                                               | TV-serie: 19 avsnitt Nominerad–Golden Globe Award for Best Supporting Actor – Series, Miniseries or Television Film                                                           |
| 2005      | Human Trafficking                     | Agent Bill Meehan                                              | TV-film Nominerad–Golden Globe Award for Best Actor – Miniseries or Television Film Nominerad–Primetime Emmy Award for Outstanding Lead Actor in a Miniseries or a Movie      |
| 2006      | An American Haunting                  | John Bell                                                      | - |
| 2006      | Ask the Dust                          | Hellfrick                                                      | - |
| 2006      | Beerfest                              | Johann von Wolfhaus                                            | Okrediterad |
| 2006      | Land of the Blind                     | Thorne                                                         | - |
| 2007      | Vänner för livet                      | Judge Raines                                                   | - |
| 2007      | Puffball                              | Lars                                                           | - |
| 2007–09   | Dirty Sexy Money                      | Patrick "Tripp" Darling III                                    | TV-serie: 23 avsnitt Nominerad–Golden Globe Award for Best Supporting Actor – Series, Miniseries or Television Film                                                           |
| 2008      | Fool's Gold                           | Nigel Honeycutt                                                | - |
| 2009      | Astro Boy                             | President Stone                                                | Röstroll |
| 2010      | Svärdet och spiran                    | Earl Bartholomew                                               | TV-miniserie: 4 avsnitt |
| 2011      | The Mechanic                          | Harry McKenna                                                  | - |
| 2011      | The Eagle                             | Aquila                                                         | - |
| 2011      | The Con Artist                        | Kranski                                                        | - |
| 2011      | Horrible Bosses                       | Jack Pellitt                                                   | - |
| 2011      | Man On The Train                      | The Professor                                                  | - |
| 2011      | Moby Dick                             | Fader Mapple                                                   | - |
| 2011      | Jock of the Bushveld                  | Berättaren/Sir Percy Fitzpatrick                               | En 3D-animation producerad i Sydafrika |
| 2012      | The Hunger Games                      | President Snow                                                 | |
| 2012      | Dawn Rider                            | Cochrane                                                       | |
| 2012      | Assassin's Bullet                     |                                                                | |
| 2013      | The Best Offer                        | Billy                                                          | |
| 2013–     | Crossing Lines                        | Michel Dorn                                                    | TV-serie |
| 2013      | The Hunger Games: Catching Fire       | President Snow                                                 | Nominerad - MTV Movie Award for Best Villain |
| 2013      | Jappeloup                             | John Lester                                                    | - |
| 2014      | Basmati Blues                         | Gurgon                                                         | |
| 2014      | Forsaken                              | Rev. Clayton                                                   | |
| 2014      | The Calling                           | Fader Price                                                    | |
| 2014      | The Hunger Games: Mockingjay – Part 1 | President Snow                                                 | |
| 2015      | The Hunger Games: Mockingjay – Part 2 | President Snow                                                 | |
| 2016–2017 | Ice                                   |                                                                | TV-serie |
| 2019      | Ad Astra                              | Överste Pruitt                                                 | |
| 2019      | Picture of Lies                       | Jerome Debney                                                  | |
| 2020      | The Undoing                           | Franklin Reinhardt                                             | |
| 2022      | Mr. Harrigans telefon                 | John Harrigan                                                  | |